# اینچه علیا (مانه و سملقان)
اینچه علیا روستایی در دهستان جیرانسو بخش مرکزی شهرستان مانه و سملقان استان خراسان شمالی ایران است.

## درباره
طول دور تا دور این روستا ۶/۰ کیلومتر است از نظر جمعیت جمعیتی کم دارد نزدیکترین  روستا ها به اینچه علیا کاستان زرد قصتی قصدی غذل حصار بالا میتوان نام برد این روستا دو راه دارد راه اول از جاده ای که آشخانه را به شمال وصل میکند طول جاده اول ۱۲ کیلومتر است و بخشی از آن به غزل حصار بالا میرود جاده دوم از اینچه علیا به روستای کاستان است جاده آن خاکی است و طول آن مشخص نیست ولی طول آن را میتوان بین ۱۰ تا ۱۲ کیلومتر در نظر گرفت از نظر آب و هوایی آب هوای گرم در بهار و تابستان باعث خشکسالی شده و بیشتر مردم به جاهای دیگر مهاجرت کردند در فصل سرما پاییز و زمستان در زمان قدیم به گفته ساکنین در ۱۳۶۵ طول برف در آن زمان ۱۰۰ تا ۱۵۰ سانتیمتر بوده اما طبق آمار امسال از ۶۰ سانتیمتر کمتر بوده و این نشان دهنده گرم شدن بخش غربی کشور است.

## جمعیت
بر پایه سرشماری عمومی نفوس و مسکن در سال ۱۳۹۵ جمعیت این مکان ۱٬۰۵۴ نفر (۳۲۸خانوار) بوده‌است.